# Мон-Нотр-Дам
Мон-Нотр-Дам (фр. Mont-Notre-Dame) — коммуна во Франции, находится в регионе Пикардия. Департамент коммуны — Эна. Входит в состав кантона Фер-ан-Тарденуа. Округ коммуны — Суасон.
Код INSEE коммуны — 02520.

## Население
Население коммуны на 2010 год составляло 677 человек.
| 1962 | 1968 | 1975 | 1982 | 1990 | 1999 | 2010 |
| ---- | ---- | ---- | ---- | ---- | ---- | ---- |
| 700  | 715  | 653  | 580  | 617  | 630  | 677  |

## Экономика
В 2010 году среди 460 человек трудоспособного возраста (15—64 лет) 330 были экономически активными, 130 — неактивными (показатель активности — 71,7 %, в 1999 году было 65,3 %). Из 330 активных жителей работали 290 человек (171 мужчина и 119 женщин), безработных было 40 (14 мужчин и 26 женщин). Среди 130 неактивных 39 человек были учениками или студентами, 37 — пенсионерами, 54 были неактивными по другим причинам.